# 鮫島正樹
鮫島 正樹（さめじま まさき、1951年 - ）は、料理家、メニュー開発コンサルタント。モデル。ワイン愛好家。車、オーディオマニア。

## 人物
1951年、京都生まれ。入江麻木に師事、当時はまだ一般的に知る機会の少なかった、ヨーロッパ家庭料理と伝統菓子を学ぶ（入江麻木は、ロシア人の夫を持ち、料理、菓子、優雅なライフスタイルを紹介した料理研究家。指揮者・小澤征禰の義母）。
1983年、独立。「料理男子」、「スウィーツ男子」の先駆け的な存在として、TV・広告・雑誌等で食卓を紹介。長身で日本人離れした容貌とともにもてはやされた。料理・菓子は「斬新な発想と、手（＝仕上げ）の美しさ」が際立つ、と評された。
1988年に「フード アート アンド デザイン シィ」を立ち上げ、以降、欧風家庭料理をベースとした健康派のレシピを、作る楽しみとともに発信して今に至る。エレガントなヨーロッパ伝統菓子も得意としている。

90年代は主として相談役・コンサルタントとして活動。ダイエー、ローソン、雪印乳業（現・雪印メグミルク）、マルハ（大洋漁業）などで業務開発に当たる。KFC、ハーゲンダッツ（サントリー）、味の素ほか、各社でメニュー開発・提案。
レストランシェフよりも家庭に近く、業務経験も豊富にある点が、特長とされている。

20代前半、モデルとして活動した時期があり、その縁で50代からプロエージェンシーに所属（現在はフリー）、モデル活動を再開。「パラマウントベッド」、トヨタ「オーリス」などのCMに出演。シニア世代となった現在も、そのスタイルをキープしている。昨今、話題の「ナチュラル白髪肯定派」。

近年の各局出演番組によると、モットーは、毎日の食を通じて、「より健康に、より活気ある暮らしを送る」こと。
特に中高年以上の食卓について、自らが実践中のレシピをベースに、固定化しがちな各家庭の食卓に、新風を吹き込むべく、取り組んでいる。プライベートでは、長年の趣味である射撃に加え、2017年からマリンスポーツ（一級船舶免許保有）もスタート。「シニアらしからぬ」好奇心と探求心で、人生の後半を謳歌している。
なお、不特定多数に向けた情報公開には、公私共慎重派。下記リストに漏れている媒体等の露出も多数あり。
NHKを中心としたTV出演、それに伴うイベント・雑誌掲載などは2019年までコンスタントにしている模様。

## 出演

### TV
- jcom 粋人 2012年5月
- 日本テレビ「キユーピー3分クッキング」
  - 1986年8月2日・9日・16日の土曜日放送《夏休みお菓子レッスン》講師[1]
  - 1989年8月 - 9月放送（土曜日・「お菓子」講師）[2]
  - 1994年4月 - 1995年3月放送（隔週土曜日・「定番洋食メニュー」講師[3]
  - 2007年2月 - 3月放送（土曜日・「洋食」講師）
- NHK「きょうの料理」 
  - 2002年9月18日、2003年7月9日、2003年12月23日、2005年8月10日、2006年5月30日、2008年3月13日放送
- NHK「きょうの料理」 キッチンにおじゃまします「ダンディーなキッチンへようこそ」2011年6月13日放送
- NHK「きょうの料理」　～2019

### CM
- トヨタ　「オーリス」
  - 『オーリスデビュー篇』　黄前ナオミ、契月、渋谷亜希、横町慶子などと共演　（2006年）
  - 『ドライビング　プレジャー篇』　黄前ナオミ、契月、渋谷亜希、横町慶子などと共演　（2006年）
- ユニクロ
- パラマウントベッド
- ブラザー販売 「グルメット500」（オーブンレンジ）（1988年）

## 雑誌
- anan 　1970年11月20日号(創刊号)～以降、随時
- non-no
- TANTO
- 家庭画報
- 流行通信
- Delicious 　2001年4月-2002年3月号連載
- mens　EX
- jj
- 花日和
- メイプル
- きょうの料理「ダンディーなキッチンへようこそ」[4]、以降、例年掲載あり～２０１９

## 著作
- 入江麻木の小さなフルコース　1983年11月　（料理助手）
- お菓子とデザート　1983年　主婦の友社　入江麻木、葛西麗子と共著
- 鮫島正樹のスーパークック
- 鮫島正樹のケーキハウス
- 青ざめたいちごケーキ事件
- 食べてきれいになる96レシピ (Miss books)　 監修:平石貴久
- おなかの中から健康になるレシピ96 (別冊家庭画報)
- おいしい洋食―簡単にできる (日テレムック―3分クッキングMOOKシリーズ)
- パスタ&サラダ (Miss books―ヘルシークック)
- カレー&サラダ (Miss books―ヘルシークック)
- 魅惑の欧風菓子―甘いもの好きをうならせる
- 食べてきれいになる137レシピ  監修:平石貴久
- 2300万人が選んだ　みんなのきょうの料理　ベスト１００レシピ（NHK出版／共著）